# 아오야마 유타카
아오야마 유타카(일본어: 青山 穣 あおやま ゆたか[*], 1965년 1월 30일 ~ )는 일본의 남성 성우. 아이치현 출신. 켄유 오피스 소속.

## 출연 작품

### 극장판 애니메이션
- 2024년 진격의 거인 더 라스트 어택 - 뮬러 역